# Napule... e niente cchiù
Napule... e niente cchiù è un film muto italiano del 1928 diretto da Eugenio Perego.